# Taharana ruficincta
Taharana ruficincta är en insektsart som beskrevs av Li 1991. Taharana ruficincta ingår i släktet Taharana och familjen dvärgstritar. Inga underarter finns listade i Catalogue of Life.